# L'ombra del collezionista
L'ombra del collezionista è un romanzo di Jeffery Deaver, noto autore statunitense, e costituisce l'undicesimo episodio della saga che ha come protagonisti Lincoln Rhyme e Amelia Sachs.

## Trama
Un serial killer si muove nel sottosuolo di New York uccidendo secondo uno schema che ricalca quello di un caso chiuso 10 anni prima: una sfida per Lincoln Rhyme, il detective ormai quadriplegico divenuto famoso proprio per aver arrestato il micidiale "collezionista di ossa". 
Dietro gli omicidi c'è in realtà un piano molto più pericoloso per l'intera popolazione della metropoli americana; 

## Edizioni
- Jeffery Deaver, L'ombra del collezionista, collana Rizzoli Vintage, Rizzoli, 2015,  p. 492, ISBN 978-88-17-07746-0.